# Xiangshui (Longzhou)
Xiangshui (chinesisch 响水镇, Pinyin Xiǎngshuǐ zhèn) ist eine Großgemeinde im Südwesten der Volksrepublik China. Sie gehört zum Verwaltungsgebiet des Kreises Longzhou, der seinerseits der bezirksfreien Stadt Chongzuo im Autonomen Gebiet Guangxi der Zhuang unterstellt ist. Die Großgemeinde Xiangshui verwaltet ein Territorium von 206 Quadratkilometern mit einer Gesamtbevölkerung von 14.482 Personen im Jahre 2015. Die Bevölkerungszählung des Jahres 2000 hatte eine Gesamtbevölkerung von 15.295 Personen in 3760 Haushalten ergeben, davon 7869 Männer und 7426 Frauen. Die Bevölkerung besteht vorwiegend aus Zhuang und Han.
Xiangshui liegt im Osten des Kreises Longzhou und grenzt im Westen an Vietnam. Im Osten grenzt es an den Stadtbezirk Jiangzhou, im Westen an die Gemeinde Zhubu, im Süden an die Gemeinde Shangjin und den Kreis Ningming und im Norden an den Kreis Daxin. Das Relief ist bergig und fällt von Westen nach Osten ab. Der wichtigste Berg Xiangshuis ist der Qi Shan, die wichtigsten Flüsse sind der Zuo Jiang und der Heishui He. Xiangshui verfügt über 2000 Hektar Ackerland und ein mildes subtropisches Klima mit genügend Niederschlag und Sonnenstunden bei einer Jahresdurchschnittstemperatur von etwa 21 °C. In Shuikou werden vor allem Zuckerrohr, Nassreis, Mais und Obst wie Orangenrauten  angebaut. Die wichtigsten Industriebetriebe Shuikous sind in der Nahrungsmittelherstellung tätig. Durch seine Lage an der Fernstraße Chongzuo-Shuikou, Xianshui-Taiping sowie durch seine Bildungs- und medizinische Infrastruktur hat Shuikou eine regionale Bedeutung. Für Besucher sind die Wasserfälle (Xiangshui-Wasserfall und Hongshan-Wasserfall) interessant.
Xiangshui wurde im Jahre 1984 nach Auflösung der Volkskommunen als Gemeinde eingerichtet, im Jahre 1992 wurde es zur Großgemeinde umgestaltet. Xiangshui ist per 2018 auf Dorfebene in ein Einwohnerkomitee und neun Dörfer untergliedert:
- Einwohnerkomitee Xinjie (新街居委会)
- Dörfer Xiangshui (响水村), Pingnan (平南村), Longjiang (龙江村), Tuqiang (图强村), Hongyang (红阳村), Mianjiang (棉江村), Gaofeng (高峰村), Siqing (四清村), Mingfeng (鸣凤村).[3]